# アントン・ファーディナンド
アントン・ジュリアン・ファーディナンド（Anton Julian Ferdinand, 1985年2月18日 - ）は、イングランド・サザーク区ペッカム出身の元サッカー選手。現役時代のポジションはDF（主にセンターバック）。
サッカーイングランド代表でキャプテンを務めたリオ・ファーディナンドは実兄。また、従兄弟にあたるレス・ファーディナンドとケイン・ファーディナンドもサッカー選手である。

## 経歴
ユース時代はウェストハム・ユナイテッドFCアカデミーで過ごし、2003年にトップチームデビュー。5年間でリーグ戦100試合以上に出場した。
2008年8月27日、サンダーランドAFCへ移籍金800万ポンドで加入。ロイ・キーンが率い大型補強を進めるクラブと4年契約を締結した。
2011年8月31日、プレミアリーグに昇格するクイーンズ・パーク・レンジャーズFCへ3年契約で移籍する。
2014年8月11日、チャンピオンシップのレディングFCと2年契約を締結。2015-16シーズンを以てマデイスキ・スタジアムを去り、8月27日にリーグ1のサウスエンド・ユナイテッドFCと1年契約を交わした。
2018年9月14日よりスコティッシュ・プレミアシップのセント・ミレンFCで1年間プレーした後、2018-19シーズン限りで現役を引退した。

## エピソード
2007年12月29日プレミアリーグ第20節マンチェスター・ユナイテッドFC戦では0-1の劣勢で56分から途中出場し、76分に兄リオの上を越えてきたコーナーキックをヘディングで叩き込む同点ゴールを決めた。このゴールはウェストハム通算3000ゴールでもあった。
QPR在籍時の2011年10月23日・チェルシーFC戦において、相手DFジョン・テリーから人種差別的な発言を受けたとされる。テリーは起訴されたが翌年7月13日に無罪判決が言い渡された。